# 孔北华
孔北华（1961年—），汉族，山东滕州人，中华人民共和国政治人物、第十一届全国人民代表大会山东地区代表。
毕业于山东医科大学妇产科学专业，是中共党员。担任山东大学齐鲁医院副院长。2008年起担任全国人大代表。